# Adolf Jost
Adolf Lothar Jost (* 22. August 1874 in Graz; † 20. Oktober 1908 in Sorau) war ein österreichischer Psychologe. Auf ihn gehen die sogenannten „Jostschen Sätze“ zum Lernen und Behalten im Gedächtnis zurück. Außerdem veröffentlichte er 1895 die Streitschrift Das Recht auf den Tod, die für den deutschen Sprachraum als Ausgangspunkt einer breiten Diskussion über Sterbehilfe (Euthanasie) gilt.

## Leben
Adolf Jost wurde als unehelicher Sohn der Beamtentochter Leopoldine Pischl geboren. 1884 wurde er von Ignaz Lothar Jost adoptiert, der vermutlich auch sein Vater war. Er besuchte bis 1892 das Gymnasium in Graz und studierte anschließend Philosophie, Mathematik und Physik in Graz und Göttingen. Vermutlich hörte Jost in Graz bei Alexius Meinong, der dort 1894 das erste Experimentalpsychologische Institut eröffnen sollte. In Göttingen arbeitete Jost bei Hermann Ebbinghaus und Georg Elias Müller zur Psychologie des Gedächtnisses.
Nach seiner Promotion 1897 kehrte Jost 1900 wieder nach Graz zurück. Zwischenzeitlich hielt er sich auch in Grenoble auf. 1905 verließ er Graz mit unbekanntem Ziel. Als Beruf gab er zu diesem Zeitpunkt Schriftsteller an. Ein Zeitungsartikel des Hannoverschen Courier vom 15. Februar 1908 mit dem Titel „Ein erschütterndes Schicksal“ berichtet, Jost sei in Berlin unheilbar geisteskrank geworden. Demnach habe er nach dem Tod seines Vaters sein erhebliches Erbe in Wien durchgebracht und sei mit seinem letzten Geld nach Berlin gereist, um als Journalist zu arbeiten. Mit Anzeichen einer Paranoia begab sich Jost offenbar zunächst in eine private Nervenheilanstalt. Von da, heißt es, sollte er als unheilbar Kranker zunächst an eine staatliche Irrenanstalt und anschließend in seine Heimat überstellt werden.
Der Göttinger Mathematiker Wilhelm Lorey berichtete 1908, er habe Jost im August 1907 in Wien getroffen. Jost habe in einem kleinen Ort des Wienerwaldes gewohnt und vom Vermögen seines verstorbenen Vaters gelebt. Ein dreiviertel Jahr später habe er einen Brief von Jost aus der Landesirrenanstalt Sorau (Niederlausitz) erhalten. Jost sei in Berlin, wohin er gereist sei, um Arbeit bei der Presseagentur Reuters zu suchen, völlig mittellos in einem Dämmerungszustand aufgefunden worden. In Sorau habe sich Jost einigermaßen erholt, bis er am 29. September mehrere „epileptiale Krampfanfälle“ bekommen habe. Nach Angaben Loreys blieb Jost bis zu seinem Tod am 20. Oktober 1908 in einem Zustand starker Benommenheit. Die Sektion habe als unmittelbare Todesursache eine Hirnhautentzündung ergeben. Jost sei am 23. Oktober auf dem Anstaltsfriedhof begraben worden.

## Die „Jost’schen Sätze“
Hermann Ebbinghaus hatte in Göttingen zur Erforschung der Psychologie des Gedächtnisses Experimente zur Erinnerung sinnlos konstruierter Silben unternommen, um Einflüsse wie Assoziationen ausschließen zu können. Jost griff diese Methode auf, als er sich in diesem Zusammenhang mit der Verteilung der Wiederholungen beschäftigte. So lernte er zum Beispiel Reihen von zwölf Silben auswendig, die in allen Fällen an anderen Tagen vierundzwanzig mal, aber in verschiedenen Verteilungen, wiederholt wurden. Dabei konnte sich Jost am zweiten Tag besser erinnern als am ersten und am dritten wiederum besser als am zweiten, auch wenn die Versuche in anderes Lernen eingeschaltet wurden. Er formulierte daraufhin zwei Schlussfolgerungen:

„I. Sind zwei Assoziationen von gleicher Stärke, aber verschiedenem Alter, so hat für die ältere eine Neuwiederholung größeren Wert.

II. Sind zwei Assoziationen von gleicher Stärke, aber verschiedenem Alter, so fällt die ältere in der Zeit weniger ab.“

Josts Sätze stellen bis heute anerkannte Grundlagen der Lernpsychologie dar.

## „Das Recht auf den Tod“
Bereits 1895 veröffentlichte Jost in Göttingen die 53 Seiten starke Broschüre Das Recht auf den Tod. Angeblich regte ihn dazu sein Vater an. Dieser habe sich in hohem Alter das Leben genommen und in seinem Abschiedsbrief den Sohn zur Selbsttötung aufgefordert, wenn ihn das Leben nicht mehr freue.
Jost warf die Frage auf „‚Giebt es ein Recht auf den Tod?‘, das heißt, gibt es Fälle, in welchen der Tod eines Individuums sowohl für dieses selbst als auch für die menschliche Gesellschaft überhaupt wünschenswerth ist?“ (Das Recht auf den Tod, S. 1) Damit ging es ihm nicht mehr nur darum, die Selbsttötung zu legitimieren, sondern er sprach auch „das Problem der unheilbar geistig oder körperlich Kranken“ an. Beeinflusst durch Friedrich Nietzsche und den österreichischen Schriftsteller Lazar Baron von Hellenbach, aber vor allem im Rekurs auf den Utilitarismus etwa eines David Hume definierte Jost den Wert eines Gegenstandes durch seine Beziehung zur Freude oder zum Leid:

„Der Werth eines Menschenlebens kann, einer rein natürlichen Betrachtungsweise nach, sich nur aus zwei Factoren zusammensetzen. Der erste Factor ist der Werth des Lebens für den betreffenden Menschen selbst, also die Summe von Freud und Schmerz, die er zu erleben hat. Der zweite Factor ist die Summe von Nutzen und Schaden, die das Individuum für seine Mitmenschen darstellt. […]

Der Werth des menschlichen Lebens kann eben nicht blos Null, sondern auch negativ werden, wenn die Schmerzen so groß sind, wie es in der Todeskrankheit der Fall zu sein pflegt. Der Tod selbst stellt gewissermaßen den Nullwert dar, ist daher gegenüber einem negativen Lebenswerth noch immer das Bessere.“

Jost forderte damit einerseits ein „Recht auf den Tod“ bei unheilbarer Krankheit ein. Andererseits wandte er diesen Grundsatz auch auf unheilbare Geisteskranke an, die seines Erachtens ein nicht nur nutzloses, sondern auch höchst qualvolles Leben führten und darüber hinaus „eine beträchtliche Menge materieller Werthe“ (Das Recht auf den Tod, S. 17) konsumierten. Damit sprach Jost bis heute aktuelle Probleme der Diskussion über Sterbehilfe an. Er entwickelte aber auch Argumentationslinien, die zur Legitimation der Krankenmorde in der Zeit des Nationalsozialismus verwendet wurden.
Josts Buch blieb weitgehend unbekannt, wenngleich nicht unbeachtet. Ähnliche Ideen wurden im Umfeld des „Deutschen Monistenbundes“ Ernst Haeckels diskutiert, obwohl Haeckel Josts Schrift wahrscheinlich nicht kannte. Der lungenkranke Roland Gerkan, Mitglied des Monistenbundes, stellte in einem auch in der Zeitschrift des Monistenbundes veröffentlicht Brief an Wilhelm Ostwald einen Gesetzentwurf zur Sterbehilfe zur Diskussion, der zum Ausgangspunkt der monistischen „Euthanasie“-Debatte wurde. Karl Binding und Alfred Hoche hingegen, die mit ihrer Broschüre Die Freigabe der Vernichtung lebensunwerten Lebens (1920) wohl am folgenreichsten zur Weiterentwicklung der deutschen Euthanasiedebatte beitrugen, bezogen sich auf Jost. In historischen Darstellungen wird der Beginn einer breiten deutschsprachigen Diskussion über Sterbehilfe und auch über aktive Euthanasie „lebensunwerten Lebens“  auf das Erscheinen von Josts Pamphlet datiert.

## Veröffentlichungen
- Das Recht auf den Tod. Göttingen, Dietrich 1895, diese Ausgabe online auf archive.org.
- Die Assoziationsfestigkeit in ihrer Abhängigkeit von der Verteilung der Wiederholungen. In: Zeitschrift für Psychologie und Physiologie der Sinnesorgane 14, (1897), S. 436–472 (auch als Separatum: Leipzig, Johann Ambrosius Barth, 1897).